# Nephodia betala
Nephodia betala är en fjärilsart som beskrevs av Druce 1892. Nephodia betala ingår i släktet Nephodia och familjen mätare. Inga underarter finns listade i Catalogue of Life.